# Espeque
En el ámbito militar, se llama espeque a un instrumento a modo de palanca de que se sirven los artilleros para manejar las piezas de que se ocupan. Uno de sus extremos tiene forma cuadrada y el otro, redonda. 
Se llama espeque de costa a un instrumento similar al anterior pero de hierro, por requerirlo la pesadez de las piezas de artillería puestas en las baterías de las costas. 